# Carlowrightia pringlei
Carlowrightia pringlei är en akantusväxtart som beskrevs av Robinson och Greenm.. Carlowrightia pringlei ingår i släktet Carlowrightia och familjen akantusväxter. Inga underarter finns listade i Catalogue of Life.